# 田向潤
田向 潤（たむかい じゅん、1980年 - ）は、日本の映像作家、ミュージック・ビデオ監督、グラフィックデザイナーである。

## 略歴
多摩美術大学グラフィックデザイン科を卒業後、E.に入社しグラフィックデザイナーとして2年間在籍。その後CAVIARに移籍し、映像ディレクターユニットtamdemとしてミュージックビデオ・CM監督として活動し、2011年8月よりフリーランスとして活動。2018年より広告制作会社CONNECTIONに参加。

## 主な監督・参加作品

### ミュージックビデオ
赤い公園
- 「絶対的な関係」

=LOVE
- 「CAMEO」

Eve
- 「心予報」（アートディレクター）

きゃりーぱみゅぱみゅ
- 「PONPONPON」
- 「つけまつける」
- 「CANDY CANDY」
- 「にんじゃりばんばん」
- 「もったいないとらんど」
- 「ファミリーパーティー」
- 「きらきらキラー」
- 「ふりそでーしょん」
- 「インベーダーインベーダー」
- 「ゆめのはじまりんりん」
- 「もんだいガール」
- 「ファッションモンスター」
- 「きみのみかた」

くるり
- 「There is (always light)」
- 「Liberty&Gravity」

ゲスの極み乙女。
- 「心地艶やかに」
- 「だけど僕は」

Salyu
- 「camera」

School Food Punishment
- 「How to go」

SEKAI NO OWARI
- 「RPG」
- 「スノーマジックファンタジー」
- 「炎と森のカーニバル」
- 「ANTI-HERO」
- 「SOS」
- 「Hey Ho」
- 「Food」

chelmico
- 「Easy Breezy」
- 「Disco (Bad dance doesn't matter)」
- 「三億円」

東京スカパラダイスオーケストラ
- 「Free Free Free feat. 幾田りら」

tofubeats
- 「ふめつのこころ」

NEWS
- 「LPS」
- 「トップガン」
- 「A Real Man」 EP Ver.

ねごと
- 「アンモナイト!」
- 「黄昏のラプソディ」

日向坂46
- 「君しか勝たん」

マキシマム ザ ホルモン
- 「拝啓VAP殿」

yonawo
- 「good job」

RIP SLYME
- 「ロングバケーション」

Reol
- 「ゆーれいずみー」

緑黄色社会
- 「キャラクター」
- 「陽はまた昇るから」
- 「ミチヲユケ」
- 「ピンクブルー」
- 「Party!!」

### CM
- ヤフオク![34]
- パルコ
  - PARCO サマーセール[35]
  - PARCO「PARTY SALE」[36]
- レオパレス21
- Newニンテンドー3DS
- ロート製薬「リップベビークレヨン」[37]

### その他
- ユニバーサル・スタジオ・ジャパン『きゃりーぱみゅぱみゅ XRライド」[38]
- きゃりーぱみゅぱみゅ『THE SPOOKY OBAKEYASHIKI ～PUMPKINS STRIKE BACK～」』ジャケットアートワーク[39]
- 連続テレビ小説「おむすび」（2024年、NHK） - OPタイトルバック監督[40]

## 受賞
| タイトル                                       | 賞                                                                             |
| ---------------------------------------------- | ------------------------------------------------------------------------------ |
| きゃりーぱみゅぱみゅ「PONPONPON」              | SPACE SHOWER MUSIC AWARDS 2012 特別賞                                          |
| きゃりーぱみゅぱみゅ「つけまつける」           | SPACE SHOWER MUSIC AWARDS 2013 VIDEO OF THE YEAR                               |
| きゃりーぱみゅぱみゅ「ファッションモンスター」 | MTV Video Music Awards Japan 2013 最優秀ポップビデオ賞 Best Pop Video          |
|                                                | SPACE SHOWER MUSIC AWARDS 2014 BEST DIRECTOR（年間最優秀ディレクター）         |
| きゃりーぱみゅぱみゅ「もったいないとらんど」   | MTV Video Music Awards Japan 2014 最優秀カラオケソング賞 / Best Karaokee! Song |
| くるり「Liberty&Gravity」                      | SPACE SHOWER MUSIC AWARDS 2015 VIDEO OF THE YEAR                               |
| 緑黄色社会「キャラクター」                     | MTV VMAJ 2022 最優秀ポップビデオ賞                                             |

## 出演

### テレビ
- テクネ 映像の教室（2013年3月30日、NHK Eテレ） - 植草航と共に出演
- 夏目と右腕（2014年7月6日、テレビ朝日） - 飯嶋久美子と共に出演
- アフロの変（2014年10月17日、フジテレビ） - ぬQ「ニュー東京音頭」を紹介
- 映像作家の世界・特別編『CAVIAR 20』（2020年12月11日、スペースシャワーTV） - VTR出演[47]

### 雑誌
- 月刊「MdN」2014年1月号（2013年12月6日、エムディエヌコーポレーション）[48]

### イベント
- MVAクリエイターズセッション（2012年3月15日、アーツ千代田3331アートギャラリー）[49]
- MVAクリエイターズセッション（2013年3月10日、2.5Dスタジオ）[50]

### 配信
- きゃりーぱみゅぱみゅTV（2012年5月26日、YouTube Live）[51]
- 岸田繁（くるり）×田向潤 スペシャル対談 〜SPACE SHOWER MUSIC VIDEO AWARDS 2015〜（2015年6月8日、スペシャアプリ）[52]